# Heath, Cardiff
Heath är en community i Storbritannien.   Den ligger i kommunen Cardiff och riksdelen Wales, i den södra delen av landet, 210 km väster om huvudstaden London.
Heath är en förort i norra delen av Cardiff. Här ligger Wales universitetssjukhus, University Hospital of Wales.